# Revinhade
Revinhade is een plaats (freguesia) in de Portugese gemeente Felgueiras en telt 810 inwoners (2001).